# Sultan’s Curse
Sultan’s Curse (engl. für Der Fluch des Sultans) ist ein Lied der US-amerikanischen Progressive-Metal-Band Mastodon. Es ist die erste Single aus ihrem siebten Album Emperor of Sand und wurde mit dem Grammy in der Kategorie Best Metal Performance ausgezeichnet.

## Entstehung
Das Lied wurde vom Gitarristen Bill Kelliher und vom Schlagzeuger Brann Dailor geschrieben und war das erste Lied, das für das neue Album geschrieben wurde. Das Riffmuster am Anfang stammt von Bill Kelliher und gehörte über zehn Jahre lang zu den von ihm so genannten „heimatlosen Riffs“, die bisher noch nicht für Lieder verwendet wurden. Das Lied selbst war laut Kelliher bereits seit fünf oder sechs Jahren fertig. Das Hauptriff klang für Brann Dailor nach einer Wüste und erinnert ihn an den Film Lawrence von Arabien, den er zu dieser Zeit regelmäßig sah.
Dailor hatte dann auch die Idee für das Albumkonzept, in dem der Protagonist der Geschichte von einem Herrscher der Wüste zum Tode verurteilt wird und dann durch  Ödland (eine Metapher für Krankheit oder Verdammnis) wandert. Er durchläuft verschiedene Stadien der Erschöpfung, der Austrocknung und der Orientierungslosigkeit. Die Sonne ist ein Symbol für die Strahlentherapie. Am Ende des Albums stirbt der Protagonist und wird gleichzeitig gerettet. Einige enge Verwandte und Freunde der Musiker sind in den vergangenen Jahren an Krebs erkrankt und teils verstorben. Aufgenommen wurde das Lied im The Quarry Recording Studio in Kennesaw mit dem Produzenten Brendan O’Brien. Für das Lied wurde ein animiertes Musikvideo gedreht, das am 27. Januar 2017 veröffentlicht wurde.

## Rezeption
Laut Graham Hartmann vom Onlinemagazin Loudwire würde das Lied „die Fans sofort in den Riffhimmel mitnehmen“. „Jede von Kelliher und Dailor gespielte Note fühlt sich essentiell an wie auch Dailors brillante Wahl an Becken“. Für Dennis Drögemüller vom deutschen Magazin Visions „zeigt das Lied alles, wofür Mastodon geliebt werden: Das massive, aggressiv marschierende Riffing der Blood Mountain-Ära geht im progressiven Himmel und elegischen Momenten wie auf Crack the Skye auf“.
Das US-amerikanische Onlinemagazin Loudwire führte Sultan’s Curse auf Platz sechs ihrer Liste der 25 besten Metal-Songs des Jahres 2017. Die dänische Brauerei Mikkeller brachte im Oktober 2017 in Zusammenarbeit mit der Band ein Bier namens Sultan’s Curse auf den Markt. Es ist ein Imperial Stour. Durch den Titel wurden die Brauer und die Band davon inspiriert, Inhaltsstoffe aus dem Nahen Osten wie Datteln, geröstete Pistazien und Kardamom  zu verwenden.